# Special Olympics Frankreich

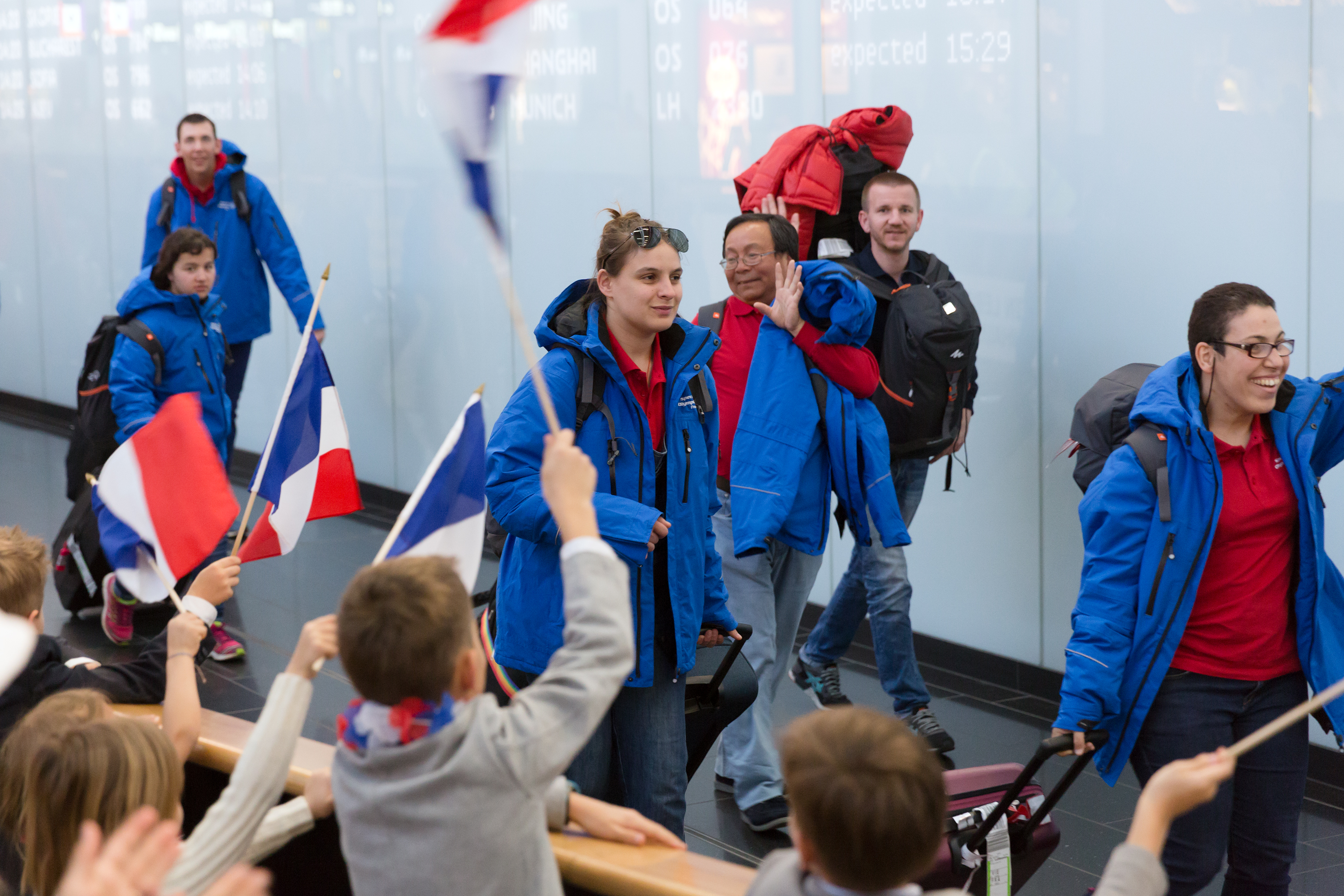
Ankunft und Begrüßung der Delegation aus Frankreich zu den Special Olympics World Winter Games 2017 auf dem Flughafen Wien-Schwechat.

Special Olympics Frankreich (französisch: Special Olympics France) ist der französische Verband von Special Olympics International. Sein Ziel ist es, das ganze Jahr über Kindern und Erwachsenen mit geistiger Beeinträchtigung die Betätigung in olympischen Sportarten zu ermöglichen. Außerdem betreut der Verband die französischen Athletinnen und Athleten bei den internationalen Special Olympics Wettkämpfen.

## Geschichte und Zielsetzung
Special Olympics France wurde 1991 mit Sitz in Clichy als gemeinnütziger Verein gegründet und wird von Freiwilligen getragen. Die Athleten sollen nicht nur ihre körperliche Fitness steigern, sondern auch Freude erleben, Mut zeigen und mit ihren Familien, mit anderen Special Olympics Athleten und der Gesellschaft in Austausch treten.  

## Aktivitäten
2019 waren 5.393 Athletinnen, Athleten und Unified Partner sowie 357 Trainer bei Special Olympics France registriert.
Der Verband nahm 2022 an folgenden Programmen teil, die von Special Olympics International ins Leben gerufen worden waren: Motor Activities Training Program (MATP), Young Athletes, Unified Sports und Unified Schools.

### Sportarten
Folgende 25 Sportarten wurden 2022 vom Verband angeboten:
- Alpinski
- Badminton (Special Olympics)
- Basketball (Special Olympics)
- Boccia (Special Olympics)
- Bowling (Special Olympics)
- Fußball (Special Olympics)
- Golf (Special Olympics)
- Turnen (Special Olympics)
- Handball (Special Olympics)
- Hockey
- Judo
- Kanusport (Special Olympics)
- Leichtathletik (Special Olympics)
- Pétanque
- Radsport (Special Olympics)
- Reiten (Special Olympics)
- Rugby
- Segeln (Special Olympics)
- Schneeschuhlaufen (Special Olympics)
- Schwimmen (Special Olympics)
- Skilanglauf (Special Olympics)
- Tischtennis (Special Olympics)
- Tennis (Special Olympics)
- Volleyball (Special Olympics)
- Walking

### Teilnahme an vergangenen Weltspielen (Auswahl)
• 1970 Special Olympics World Summer Games, Chicago, USA (erste Teilnahme an Special Olympics Weltspielen)
• 2007 Special Olympics World Summer Games, Shanghai, China (64 Athletinnen und Athleten)
• 2009 Special Olympics World Winter Games, Boise, USA (22 Athletinnen und Athleten)
• 2011 Special Olympics World Summer Games, Athen (62 Athletinnen und Athleten)
• 2013 Special Olympics World Winter Games, PyeongChang, Südkorea (22 Athletinnen und Athleten)
• 2015 Special Olympics World Summer Games, Los Angeles, USA (40 Athletinnen und Athleten)
• 2017 Special Olympics World Winter Games, Graz-Schladming-Ramsau, Österreich (29 Athletinnen und Athleten)
• 2019 Special Olympics, World Summer Games, Abu Dhabi (84 Athletinnen und Athleten)
• 2025 Special Olympics, World Winter Games, Turin (21 Athletinnen und Athleten)

### Teilnahme an den Special Olympics World Summer Games 2023 in Berlin
Special Olympics France nahm an den Special Olympics World Summer Games 2023 teil. Die Delegation wurde vor den Spielen im Rahmen des Host Town Programms von Ebersberg betreut und bestand aus 96 Personen. Das Team gewann bei diesen Weltspielen 5 Gold-, 9 Silber- und 12 Bronzemedaillen.